# Joseph Joffre

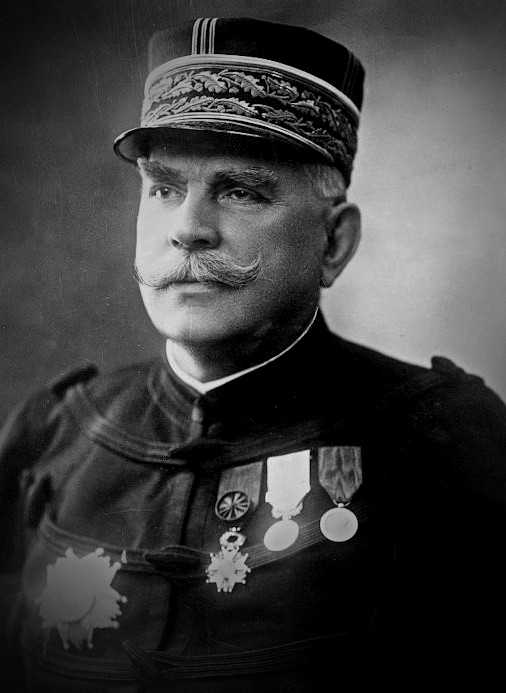
Joseph Joffre

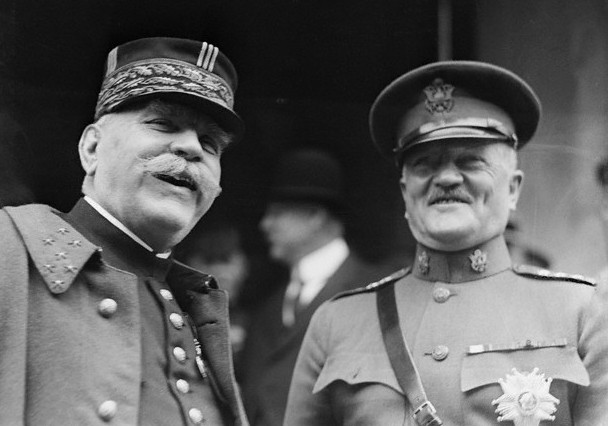
Joffre (links) mit John J. Pershing

Joseph Jacques Césaire Joffre (* 12. Januar 1852 in Rivesaltes, Département Pyrénées-Orientales; † 3. Januar 1931 in Paris) war ein französischer Militär und Marschall von Frankreich. 
Während des Ersten Weltkriegs war Joffre bis zum 15. Dezember 1916 Oberbefehlshaber der französischen Armee. 

## Leben
Joseph Joffre wurde am 12. Januar 1852 in der Gemeinde Rivesaltes (Département Pyrénées-Orientales) als Sohn eines Küfers geboren. Trotz seiner einfachen Herkunft besuchte er das Lycée “François Arago” in Perpignan, ab 1868 die Vorbereitungsklasse des renommierten Lycée Charlemagne in Paris. 
Anschließend schlug Joffre eine Militärlaufbahn ein und wurde im Juli 1869 an der École polytechnique aufgenommen. Noch während der Ausbildung nahm er als Offiziersanwärter am Deutsch-Französischen Krieg (1870/71) teil und verteidigte das belagerte Paris. Nach Kriegsende erwarb Joffre sein Offizierspatent und trat als Sous-lieutenant in die Genietruppe ein. Von 1872 bis 1874 wurde er der Militärschule École d’application de l’artillerie et du génie in Fontainebleau zugewiesen, ehe er im Anschluss an der Errichtung der Pariser Befestigungsanlagen und der Befestigungen entlang der französischen Ostgrenze mitwirkte. 
Im Rang eines Capitaine wechselte Joffre 1885 in den Kolonialdienst und diente unter Admiral Amédée-Anatole Courbet zunächst auf Formosa, anschließend in der neu erworbenen Kolonie Indochina. Während des Chinesisch-Französischen Krieges kämpfte Joffre in Tonkin und wurde mit dem Offizierskreuz der Ehrenlegion ausgezeichnet. 1888 kehrte er nach Frankreich zurück und übernahm als Commandant den Befehl über das 5. Genie-Regiment in Versailles, 1891 erhielt er einen Posten als Instrukteur an der École d’application de l’artillerie et du génie. Im Folgejahr versetzte man Joffre nach Afrika in die Kolonie Französisch-Sudan (heute Mali). Dort leitete er den Bau einer Eisenbahnverbindung von Bamako nach Kayes, 1894 nahm Joffre an der Eroberung Timbuktus teil und wurde zum Lieutenant-Colonel befördert. Zwischen 1897 und 1902 wirkte Joffre an der Festigung der französischen Kolonialherrschaft auf Madagaskar mit. Aufgrund seiner Verdienste wurde er von Generalgouverneur Joseph Gallieni zum Général de brigade ernannt. 
Im Rang eines Général de brigade übernahm Joffre 1902 die Leitung der Pionierabteilung im Kriegsministerium. 1905 wurde er wegen seiner Verdienste in Afrika zum Général de division befördert, anschließend zum Kommandeur eines Armeekorps, 1910 zum Mitglied des Obersten Verteidigungsrates und 1911 zu dessen Vizepräsident und zum Chef des Generalstabes. Joffre trieb den Ausbau strategisch wichtiger Eisenbahnlinien und Fernstraßen voran, um im Verteidigungsfall eine hohe Mobilität der Armee zu erreichen. Zudem entwarf er einen neuen Mobilisierungsplan, den „Plan XVII“.
Nach dem Beginn des Ersten Weltkrieges gelang es Joffre als Befehlshaber der französischen Armee, an der Nord- und der Nordostfront im September 1914 durch seinen strategischen Rückzug die von den Deutschen gemäß dem Schlieffen-Plan geplante Einkreisung zu vereiteln und den deutschen Vormarsch an der Marne zu stoppen. Nach den großen Schlachten des Jahres 1916 um Verdun und an der Somme wurde er am 3. Dezember als Befehlshaber von Robert Nivelle abgelöst (der die erfolgreiche Gegenoffensive bei Verdun geführt hatte) und zum Marschall von Frankreich ernannt. 1917 übernahm er militärdiplomatische Aufgaben in den USA. 1918 wurde er in die Académie française aufgenommen, ebenfalls 1918 in die American Philosophical Society und 1919 in die American Academy of Arts and Sciences gewählt. Nach dem Kriegsende zog er sich ins Privatleben zurück.
Joffre starb 1931 in Paris. Er wurde in Louveciennes (Département Yvelines) in seinem Anwesen «La Châtaignerie» beigesetzt, wo er seinen Lebensabend verbracht hatte.

## Trivia
Noch während des Ersten Weltkrieges, im Februar 1918, wurde ein 2301 m hoher Berggipfel in den kanadischen Rocky Mountains nach dem General Mount Joffre benannt.

## Schriften
- Mémoires du maréchal Joffre (1910 – 1917). Plon, Paris, 1932:
  - Tome premier. (Digitalisierte Ausgabe unter: urn:nbn:de:s2w-9536)
  - Tome second. (Digitalisierte Ausgabe unter: urn:nbn:de:s2w-9541)